# HN2 PROJECT
HN2 PROJECT는 한남대학교에서 시작된 하이퍼서사 프로젝트이다. HN2 프로젝트는 기존의 하이퍼텍스트 문학과 차별점을 두어 하이퍼서사를 하나의 장르로서 확립하고 이를 유통, 관리하며 웹상에서 하이퍼서사 작품을 창작, 연구, 교육하고 그 결과를 공유함으로써 디지털 창작문화를 실험하고 활성화하는 것을 목표로 하는 프로젝트이다.

## 주로 하는 일
HN2 프로젝트는 하이퍼서사의 서사이론 연구 및 출판을 담당하고 그 기반이 되는 하이퍼서사 작품의 창작 및 유지와 관리를 담당한다. 이렇게 창작된 작품의 미러 사이트와 외국어 사이트를 구축하며, 창작자들의 네트워크를 유지, 관리한다. 그 외에도 하이퍼서사 뉴스레터 발간, 하이퍼서사 관련 특강, 디지털문학 연구 및 출판, 다양한 디지털 스토리텔링 연구, 웹드라마 시나리오 창작, 판타지 시놉시스 창작, 디지털 포엠 창작 실험 및 연구, 디지털 스토리 문학상 운영 등 다양한 일을 맡아서 진행한다.

## HN2 프로젝트 소개[3]
- HN2 프로젝트는 웹에서 하이퍼서사를 창작하고 공유함으로써 디지털 창작문화를 실험하고 활성화하는 것을 목표로 한다.
- HN2 프로젝트는 초기 하이퍼픽션(2000년 전후 창작물들)의 비장르화 문제를 해소하고, 하이퍼서사를 위한 체계적, 효율적인 형식 체계를 개발하여 장르적 통일성을 구축한다.
- HN2 프로젝트는 근대소설을 통해 유지되던 문학적인 서사 전통을 지속, 계승할 수 있는 ‘진지한’  하이퍼서사를 창작한다.
- HN2 프로젝트는 텍스트의 일렬 배치라는 근대소설의 스토리텔링 방식을 위반하고 거부하면서도 동시에 근대소설이 성취한 서사적 전통과 미학적 높이를 포기하지 않는다.
- HN2 프로젝트의 진지한 하이퍼서사는, 디지털 매체의 가장 핵심적이고 중요한 작동방식인 하이퍼링크를 아주 체계적, 의도적으로 활용하는 잘 구조화된(well-structured) 하이퍼서사로, 수용자보다는 저작자의 측면이 강조된다.

## HN2 프로젝트 하이퍼서사 작품 목록[4]

### 2015년도
- 39인 공동작, <두 가족 이야기>

### 2016년도
- 윤서연·이금영 작, <Fugue>
- 손범수·진용기 작, <그 남자, 그 여자의 사정>
- 윤기영·이다원 작, <메타모포즈>
- 김민진 작, <자화상>
- 문홍연·정다슬 작, <Truth>

### 2017년도
- 김진혁·이무용·이웅희 작, <hyper-labyrinth>
- 안다정·임혜원·송은영 작, <회귀>
- 김기랑·배민경 작, <OFFING>

### 2018년도
- 이현아·임다인 작, <이중도주>
- 박민지·남유미 작, <그날의 너에게>
- 유지인·최민경 작, <괴몽>
- 김성훈·윤도연·최세리 작, <코르크심은 부러졌다>
- 김재광·김은종 작, <스노우볼>
- 이우혁 작, <네 개의 방>
- 편희주 작, <A부터 A까지>
- 김연경·김혜진 작, <붉은 교실>
- 정숙희·이미형 작, <GOD BLESS YOU>
- 최진영 작, <피에로 사망 사건>
- 김신혜·이민경· 황민지 작, <Train No.B>

### 2019년도
- 유석민 작, <함무라비의 밀실>
- 김유진·안채연 작, <달의 뒷면>
- 양승준·박주현 작, <INNOCENCE>
- 배재윤 작, <Rational Sector>
- 전민석·서명수·연건우 작, <겨울의 행위>
- 도민주·양예진 작, <순혜뎐>
- 김민희·박정윤·전성은 작, <타인의 신>
- 이무용 작, <테즈몬의 회화세계>
- 윤소윤 작, <사령도>
- 석현수 작, <aux_기억>
- 이종환 작, <Magic Mirror>
- 박상현 작, <글루토니>
- 오도영 작, <망자의 거리>

### 2020년도
- 정은승 작, <11월의 편지>
- 정예은 작, <COMA>
- 라혜인·박민 작, <Masterpiece>
- 안정언·박은미·고누리 작, <불씨>
- 이재용 작, <지혜와 용기>
- 김시윤 작, <내가 사라진다 해도>
- 전성은·김민희·문수경 작, <연화각>
- 박범진 작, <UnKnown>
- 김주원 작, <UnKnown_Hidden Planet>
- 강병성 작, <Hyperventilation>
- 박우진·김영진 작, <벨라의 숲>

### 2021년도
- 김혜진·박채림 작, <광원의 시선>
- 김성학·최윤정 작, <가면 너머>
- 노서영·한준희·곽수진 작, <클릭하시겠습니까?>
- 구사랑 작, <사진 텍스트 몽타주>
- 한혜영 작, <악어>
- 김성연 작, <시우쇠의 불씨>
- 정소은 작, <파티카>

### 2022년도
- 김민정, 김효정, 지소영 작, <Case No. Z>
- 고동원, 송다연, 김하늘 작, <미궁의 꿈>
- 김가량, 김현경, 최규림 작, <침묵의 미술관>
- 이서연, 전서우 작, <멘노스캄 200>/ 멘노스캄 200의 또 다른 인트로
- 최용덕 작, <아카식>
- 하루봇 작, <두꺼비/뻐꾸기 하우스>

## HN2 프로젝트의 하이퍼서사 유닛 형식 체계
HN2 프로젝트에서는 다음과 같이 유닛의 형식 체계를 확보하여 기존의 하이퍼텍스트 문학의 비장르화 문제를 해결하고자 했다.

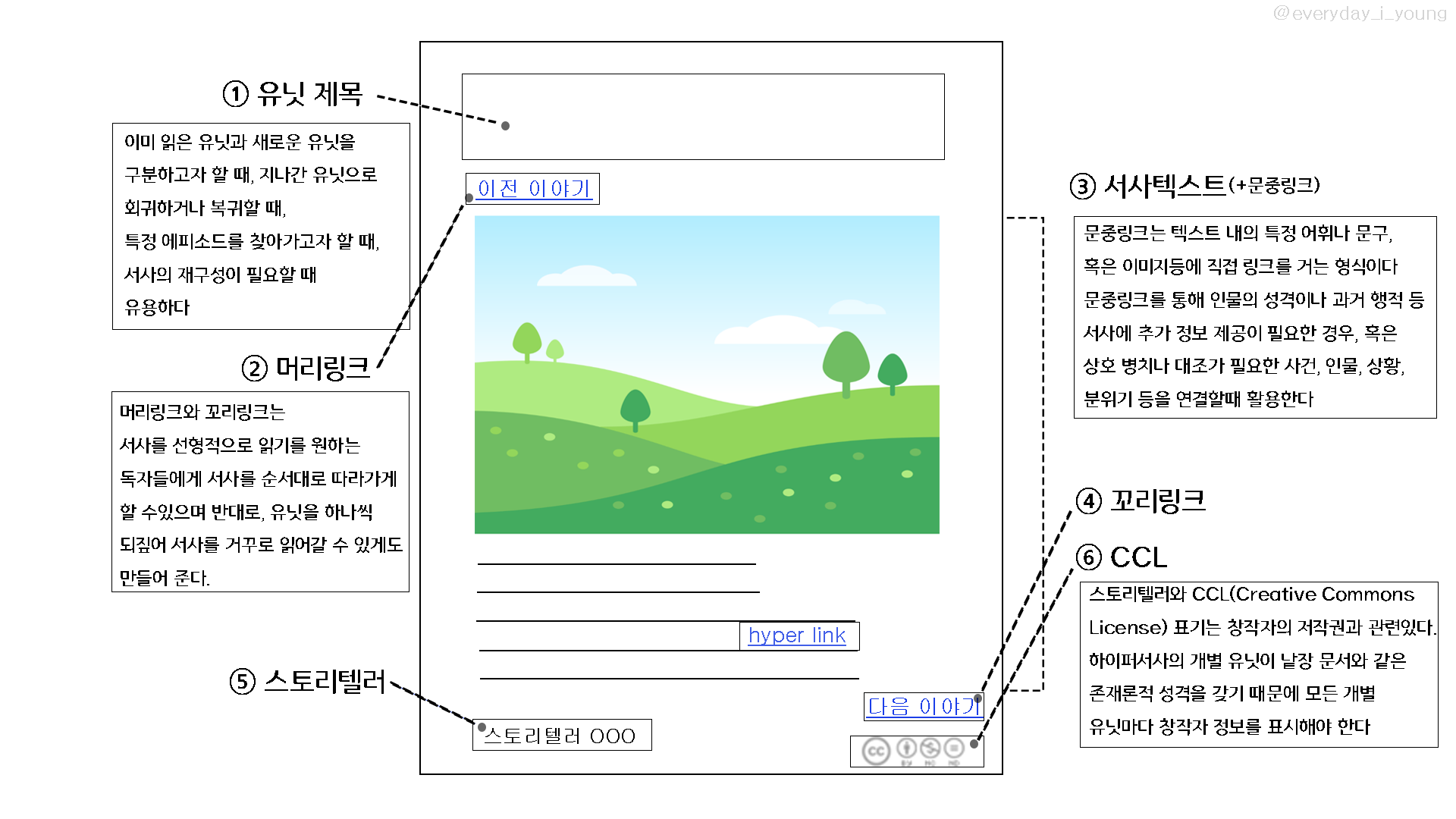
출처는 다음과 같다. [https://stibee.com/api/v1.0/emails/share/926rzu9TA4aj97rHWvyl_5ACbNCUeew= 하이퍼 레터 2.0 (stibee.com)